# 구사쓰선
구사쓰선(일본어: 草津線, くさつせん)은 일본 미에현 이가시에 있는 쓰게역에서 시가현 구사쓰시에 있는 구사쓰역까지를 잇는 서일본 여객철도의 철도 노선이다. 대부분의 구간이 소마강과 야스강 연안의 고카시 일대에 속해 있다. 전 구간이 여객영업규칙에 따른 오사카 근교 구간에 속해 있으며, 이코카의 사용이 가능하다.

## 운행 형태
제2차 세계 대전 이전부터 1965년까지 히메지역과 도바역을 잇는 쾌속 열차와 거기서 격상된 시마 호 외에, 교토역과 나고야 역을 구사쓰 선을 경유하여 연결하는 헤이안 호, 교토 역과 난키 지방의 역들을 잇는 구마노 호 등의 급행열차가 기동차로 운행되었으나, 일본국유철도 후반기에 전부 폐지되었으며, 현재는 모든 역에 정차하는 보통 열차만 운행되고 있다.
운행 편수는 시간당 구사쓰 역에서 기부카와 역까지 1 ~ 3편, 쓰게 역까지 1 ~ 2편이다. 과거에는 다른 노선들과도 직결 운행이 빈번히 이루어졌으나, 현재는 구사쓰 선내 회차 운행이 주를 이루고 있다. 단, 아침과 저녁 시간대에는 교토 역·오사카역 등지에서 구사쓰 선으로 직결 운행하는 열차도 있다.

## 사용 차량
현재 사용되는 차량은 모두 전동차이다.
서일본 여객철도 221계 전동차
서일본 여객철도 223계 전동차
서일본 여객철도 225계 전동차

## 역사
- 1889년 12월 25일 - 간사이 철도가 구사쓰 역 ~ 미쿠모 역 구간을 개업했다.
- 1890년 2월 12일 - 쓰게 역까지 연장.
- 1900년 12월 29일 - 오미 철도 본선과의 환승역으로서 기부카와역이 개업했다.
- 1907년 10월 1일 - 간사이 철도가 국유화되었다.
- 1909년 10월 12일 - 메이지 정부의 선로 명칭 제정에 따라 쓰게 역 ~ 구사쓰 역 구간이 구사쓰 선으로 명명되었다.
- 1980년 3월 3일 - 전 구간이 전철화되었다.
- 1987년 4월 1일 - 일본국유철도의 민영화에 따라 서일본 여객철도 소속이 되었으며, 일본화물철도가 기부카와 역 ~ 구사쓰 역 구간의 제2종 철도사업자 면허를 획득했다.
- 1999년 3월 31일 - 일본국유철도의 제2종 철도사업자 면허가 폐지되었다.
- 2010년 12월 1일 - 서일본 여객철도의 조직 개정에 따라, 노선의 업무가 교토 지사에서 긴키 총괄본부로 이관되었다.[1]

## 역 목록
| 역명     | 일어 역명 | 접속 노선                                     | 역간 거리 | 영업 거리 | 소재지        | 소재지        |
| -------- | --------- | --------------------------------------------- | --------- | --------- | ------------- | ------------- |
| 쓰게     | 柘植      | ■ 간사이 본선                                 | 0.0       | 0.0       | 미에현 이가시 | 미에현 이가시 |
| 아부라히 | 油日      |                                               | 5.3       | 5.3       | 시가현        | 고카시        |
| 고카     | 甲賀      | 2.1                                           | 7.4       |           | 시가현        | 고카시        |
| 데라쇼   | 寺庄      | 3.1                                           | 10.5      |           | 시가현        | 고카시        |
| 고난     | 甲南      | 2.0                                           | 12.5      |           | 시가현        | 고카시        |
| 기부카와 | 貴生川    | 오미 철도 본선 시가라키 고원 철도 시가라키 선 | 2.8       | 15.3      | 시가현        | 고카시        |
| 미쿠모   | 三雲      |                                               | 5.2       | 20.5      | 시가현        | 고난시        |
| 고세이   | 甲西      | 3.8                                           | 24.3      |           | 시가현        | 고난시        |
| 이시베   | 石部      | 3.3                                           | 27.6      |           | 시가현        | 고난시        |
| 데하라   | 手原      | 5.1                                           | 32.7      | 릿토시    | 시가현        |               |
| 구사쓰   | 草津      | ■ 도카이도 본선 (비와코 선)                   | 4.0       | 36.7      | 시가현        | 구사쓰시      |

기부카와 역과 구사쓰 역은 서일본 여객철도의 직영역이며, 쓰게 역, 아부라히 역, 고카 역은 간이위탁역이다. 그 외의 역들은 모두 JR 서일본 교통 서비스가 영업을 대신 하는 업무위탁역이다.